# لوك ووترز
لوك ووترز (بالهولندية: Luuk Wouters)‏ هو لاعب كرة قدم هولندي، ولد في 8 يونيو 1999 في هولندا في مملكة هولندا.

## وصلات خارجية
- لوك ووترز على موقع قاعدة بيانات كرة القدم.إي يو (الإنجليزية)
- لوك ووترز على موقع Soccerway.com (الإنجليزية)